# Berchem-Sainte-Agathe

Bandeira de Berchem-Sainte-Agathe

Localização de Berchem-Sainte-Agathe na Região de Bruxelas-Capital

Berchem-Sainte-Agathe (francês) ou Sint-Agatha-Berchem (neerlandês) é uma das dezenove comunas localizadas na Região de Bruxelas-Capital da Bélgica.
A comuna tinha uma população total de 20.078 em 2006. A área total é 2,95 km² o que gera uma densidade populacional de 6.807 habitantes por km².

## Pronúncia
- em em neerlandês:  [sɪnt ɑˈʝɑtɑ ˈbɛrçɛm]
- em francês:  [bɛrˈkɛm sɛ̃t aˈgɑːt]

## Cidadãos notórios
- Jean-Claude Van Damme (1960), ator